# Se solicita príncipe azul (telenovela)
Se solicita príncipe azul (en inglés: Prince Charming Wanted en portugués: Preciso de um Príncipe Azul) es una telenovela venezolana original de Indira Páez y Alberto Barrera y transmitida por Venevisión en el año 2005.
Protagonizada por Gaby Espino, Rafael Novoa, Daniela Alvarado y Adrián Delgado, y con las participaciones antagónicas de Carlos Cruz, Sonia Villamizar, Andrés Suárez y Zair Montes.
La telenovela fue retransmitida a la 1:00 p. m.  de 22 de enero de 2019 a 5 de agosto de 2019.La telenovela fue retransmitida nuevamente a partir del 26 de mayo de 2025 a las 8:00 pm

## Trama
María Carlota y María Corina son primas hermanas. Jóvenes, hermosas, aguerridas y libres. Se creen polos opuestos, pero comparten una causa común: ambas están, hasta los huesos, decepcionadas de los hombres. 
Estas jóvenes son nietas de don Pastor Palmieri, dueño de tierras, de ganado de engorde, y amante de la vida por los cuatro costados. 
María Carlota ha escogido hacerse cargo de la hacienda de su abuelo. Ella ama el campo, la vida agreste y el olor de los caballos. María Corina, es una cosmopolita superestrella de la publicidad y de las noches capitalinas, que no puede vivir lejos del smog y del vibrar de la ciudad. María Carlota ha crecido con tres medio hermanos, hijos de la primera mujer de su fallecido padre. Estos hombres le han enseñado a temer al amor. Con sus devaneos, sus aventuras, sus infidelidades y su menosprecio a las mujeres, los Rivas son el ejemplo perfecto de que "hombre, no es gente". Al menos, eso cree María Carlota. Hasta que conoce a Ricardo Izaguirre. El abogado divorciado y con hijos, de mirada triste y exesposa terrible, que le hará darse cuenta de que la felicidad no siempre sabe a cuento de hadas. María Corina por su parte cree que ha encontrado al hombre ideal en Joaquín Pérez Luna, su prometido. Pero esta socialité decreta no enamorarse después de conocer el sabor de la traición. María Corina jura burlarse de cuanto hombre le pase por el frente. 
Sin embargo será el menor de los tres Rivas, el medio hermano de María Carlota, el varonil pero tosco Luis Carlos, con el campo en el alma, el que despierte los más extraños sentimientos en la urbana María Corina, quien jamás pensó que el amor, podía tener cara de provincia.
María Carlota y María Corina descubrirán, para sorpresa de ambas y de sus prejuicios, que el príncipe azul sí existe, sólo que no siempre viene en corcel blanco ni en descapotable de marca… a veces, está frente a nuestros ojos. Es sólo que tal vez tiene el empaque equivocado…

## Reparto
- Gaby Espino - María Carlota Rivas Palmieri
- Daniela Alvarado - María Corina del Valle Palmieri
- Rafael Novoa - Ricardo Izaguirre
- Adrián Delgado - Luis Carlos Rivas
- Andrés Suárez - Joaquín Pérez-Luna
- Carlos Cruz - Santiago Rivas
- Caridad Canelón - India Pacheco
- Elba Escobar - Librada
- Lourdes Valera - Miriam Rondón
- Sonia Villamizar - Karina Soler
- Carolina Perpetuo - Dalia
- Franklin Virgüez - Ángel Rivas
- Rafael Romero - Agustín Rivas
- Vicente Tedepino - Leonardo Pimentel
- Jorge Palacios - Federico del Valle
- Eduardo Luna - Padre Acacio
- Martín Lantigua - Padre Dativo
- Raúl Amundaray - Aquiles Pérez-Luna
- Guillermo Ferrán - Pastor Palmieri
- Roque Valero - Bautista
- Christina Dieckmann - Victoria Landeta
- Kassandra Tepper - Elizabeth
- José Luis Zuleta - José Ramón Perdomo
- Verónica Ortiz - Rebeca
- Estelin Betancourt - Corina Palmieri de del Valle
- Mauricio González - Alcalde
- Eva Mondolfi - Trina "Trinita" de Pérez-Luna
- Iván Romero - Manaure
- Zair Montes - Petra "Petrica"
- Liliana Meléndez - Claudia
- Patricia Schwarzgruber - Camila Izaguirre Soler
- Reinaldo José
- Susana Benavides - Pasión
- Malena González - Gloria
- Juan de Dios Jiménez - Sebastián Izaguirre Soler
- Roraima Karina Viera - Romina
- Carlos Augusto Maldonado - Damián

## Cronología
| Predecesor: El amor las vuelve locas | Telenovela Estelar de Venevisión 9pm 20 de julio de 2005 - 13 de febrero de 2006 | Sucesor: Los querendones |